# Чаир махала
Чаир махала (на гръцки: Καλαμιές, Каламиес, до 1923 година Τσαΐρ Μαχαλέ, Цаир махале) е бивше село в Република Гърция, разположено на територията на дем Синтика, област Централна Македония.

## География
Чаир махала е било разположено на север от Дели Хасан (Монастираки) и на запад от Джума махала (Ливадия).

## История

### В Османската империя
През XIX век Чаир махала е турско село, спадащо към Сярска каза на Серски санджак. В „Етнография на вилаетите Адрианопол, Монастир и Салоника“, издадена в Константинопол в 1878 година и отразяваща статистиката на населението от 1873 г., Чаир (Tchaïr) е посочено като селище в Сярска каза с 50 домакинства, като жителите му са 128 мюсюлмани.
В 1891 година Георги Стрезов пише за селото:
| „ | Чаир махала, на И от Старошово 1/2 час, турско село с 40 къщи. | “ |

Според статистиката на Васил Кънчов („Македония. Етнография и статистика“) в 1900 година в Чаир махала живеят 200 турци и 50 цигани.

### В Гърция
През Балканската война селото е освободено от части на Седма пехотна рилска дивизия на българската армия, но след Междусъюзническата война от 1913 година остава в пределите на Гърция. Мюсюлманското му население се изселва и в селото са заселени гърци бежанци. Според преброяването от 1928 година Чаир махала е чисто бежанско село със 16 бежански семейства и 58 души.